# Sytkowo

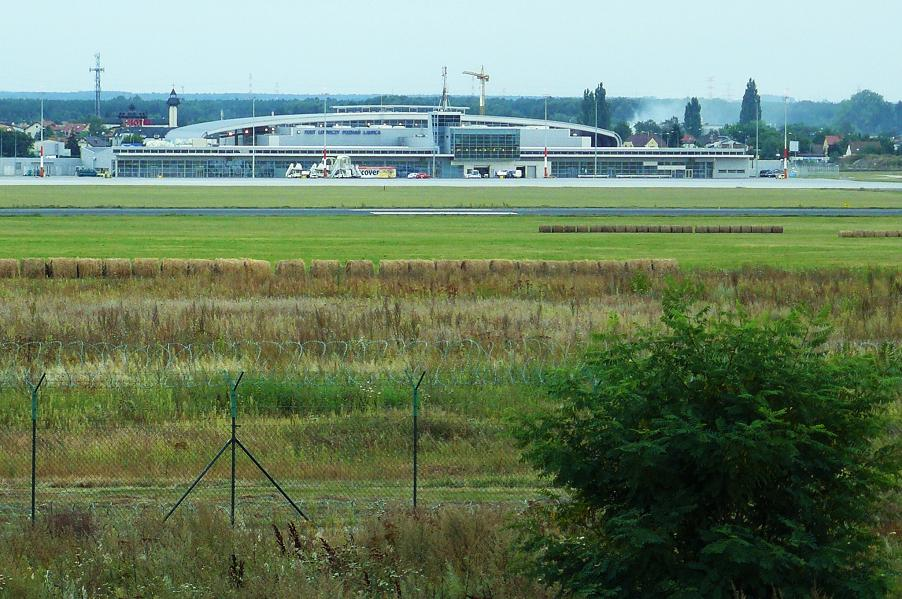
Sytkowo - widok ze Wzgórza Berlińskiego na lotnisko Ławica.

Sytkowo – część Poznania, w zachodnim obszarze miasta, na osiedlu Krzyżowniki-Smochowice. Zlokalizowana na południe od Smochowic, pomiędzy strumieniem Krzyżanka na zachodzie, ulicą Dąbrowskiego na północy, ulicami Margonińską i Wyrzyską na wschodzie oraz lotniskiem Ławica na południu.

## Charakterystyka
Sytkowo dzieli się na dwie odrębne części – zachodnią (większą) i wschodnią, które rozdzielone są dużym obszarem ogrodów działkowych. Zabudowa to w większości powojenne domy jednorodzinne i szeregowe, z niewielkim udziałem domów sprzed II wojny światowej. Część ulic nie posiada jeszcze utwardzonej nawierzchni. Przy ul. Dąbrowskiego znajduje się duży hotel obsługujący przede wszystkim kierowców podążających drogą krajową nr 92. Oprócz tego na osiedlu funkcjonuje dość duży plac zabaw dla dzieci. Centrum handlowo-usługowe tej części miasta znajduje się przy ul. Gorajskiej.
Przy ulicy Przytocznej znajduje się wieża kontroli lotów Portu lotniczego Poznań-Ławica.
Na wschód od ul. Przytocznej znajduje się niewielkie sztuczne wzniesienie - Wzgórze Berlińskie, będące doskonałym punktem widokowym na lotnisko Ławica, wykorzystywane przez miłośników lotnictwa. 
Nazwy ulic zlokalizowanych na terenie Sytkowa dzielą się na trzy grupy toponimiczne:
- od nazw miejscowości północno-zachodniej Wielkopolski – np. Lubosińska, Mrowińska, Przytoczna (Sytkowo wschodnie)
- od nazw miejscowości Borów Tucholskich, Kociewia i Kaszub – np. Starogardzka, Tucholska, Pelplińska, Wejherowska (Sytkowo zachodnie)
- od nazw zawodów związanych z transformacją krajobrazu – np. Geodetów, Meliorantów, Drogowców, Architektów (Sytkowo zachodnie)

Osiedle obsługiwane jest przez Rokbus Rokietnica (linie 833 i 834), Miejskie Przedsiębiorstwo Komunikacyjne w Poznaniu (linie 156 i 186 - przystanki Smochowice i Kołobrzeska, nocne linie 239 i 241), oraz linie gminy Tarnowo Podgórne: 801, 802, 803, 804, 811, 812, 813 i 821 (przystanki Leśnowolska, Smochowice i Kołobrzeska – pierwszy i ostatni z nich posiadają przejście podziemne pod ul. Dąbrowskiego).